# Домашний чемпионат Великобритании 1887
Домашний чемпионат Великобритании 1887 — четвёртый розыгрыш Домашнего чемпионата, футбольного турнира с участием сборных четырёх стран Великобритании (Англии, Шотландии, Уэльса и Ирландии). Как и в предыдущие разы, чемпионат был уверенно выигран сборной Шотландии. Также в ходе соревнования сборной Ирландии удалось впервые занять третье место в таблице — благодаря разгромной победе в домашнем матче против Уэльса.
В первом матче чемпионата между собой играли сборные Англии и Ирландии. Англичане победили со счётом 7:0 и возглавили таблицу. По итогам следующего матча к ним присоединились шотландцы, которые тоже одержали победу над Ирландией, однако после разгрома Уэльса англичане вновь вышли вперёд. В своём финальном матче против Уэльса в Белфасте сборной Ирландии удалось одержать победу, которая стала первой в её истории и позволила ей также впервые завершить чемпионат, заняв место выше последнего.
В решающем матче между Англией и Шотландией, проходившем в Шеффилде, шотландцы одержали трудную победу со счётом 3:2 и сравнялись по очкам с англичанами. В заключительном матче чемпионата сборная Шотландии обыграла Уэльс и, набрав максимум очков, завоевала чемпионский титул.

## Таблица
| Поз | Команда       | И | В | Н | П | МЗ | МП | РМ  | О |
| --- | ------------- | - | - | - | - | -- | -- | --- | - |
| 1   | Шотландия (Ч) | 3 | 3 | 0 | 0 | 9  | 3  | +6  | 6 |
| 2   | Англия        | 3 | 2 | 0 | 1 | 13 | 3  | +10 | 4 |
| 3   | Ирландия      | 3 | 1 | 0 | 2 | 5  | 12 | −7  | 2 |
| 4   | Уэльс         | 3 | 0 | 0 | 3 | 1  | 10 | −9  | 0 |

## Матчи
| 5 февраля 1887 | Англия                                                 | 7:0     | Ирландия | Шеффилд                                                        |
| | Дьюхерст 2′ 87′ · Кобболд 25′ 49′ · Линдли 27′ 43′ 52′ | (отчёт) |          | Стадион: «Брэмолл Лейн» Зрителей: 6000 Судья: Александр Хантер |
| Англия: Херби Артур, Боб Хауарт, Чарли Мейсон, Джордж Хоуорт, Тедди Брейшо, Джимми Форрест, Джимми Сейер, Фред Дьюхерст, Тинзли Линдли, Невилл Кобболд, Чарли Бэмбридж Ирландия: Шо Гиллеспи, Фред Браун, Билли Фокс, Арчи Росботем, Билли Лезли, Билли Кроун, Джим Аллен, Джонни Гибб, Олферт Стэнфилд, Джимми Смолл, Нэт Браун |                                                        |         |          |                                                                |

| 19 февраля 1887 | Шотландия                                         | 4:1     | Ирландия  | Глазго                                                        |
| | Уотт 5′ · Дженкинсон 43′ · Джонстон 55′ · Лоу 75′ | (отчёт) | Браун 43′ | Стадион: «Кэткин Парк» Зрителей: 1000 Судья: Александр Хантер |
| Шотландия: Нед Дойг, Эндрю Уайтло, Роберт Смелли, Джон Уир, Томас Макмиллан, Джеймс Хаттон, Томас Дженкинсон, Джон Лэмби, Уильям Уотт, Джеймс Лоу, Уильям Джонстон Ирландия: Шо Гиллеспи, Билли Фокс, Джимми Уотсон, Боб Мур, Арчи Росботем, Сэм Бэкстер, Джек Рид, Олферт Стэнфилд, Фред Браун, Джек Пиден, Джонни Гибб |                                                   |         |           |                                                               |

| 26 февраля 1887 | Англия                                           | 4:0     | Уэльс | Лондон                                                        |
| | Кобболд 14′ · Линдли 55′ 80′ · Пауэлл 75′ (авт.) | (отчёт) |       | Стадион: «Кеннингтон Овал» Зрителей: 4500 Судья: Томас Девлин |
| Англия: Херби Артур, Перси Мелмот Уолтерс, Артур Мелмот Уолтерс, Джордж Хоуорт, Норман Бейли, Джимми Форрест, Джо Лофтхаус, Фред Дьюхерст, Тинзли Линдли, Невилл Кобболд, Чарли Бэмбридж Уэльс: Роберт Миллз-Робертс, Альфред Дейвис, Джек Пауэлл, Хамфри Джоунз, Том Берк, Эдвард Ивлин, Джон Челлен, Билли Оуэн, Джоб Уайлдинг, Уильям Тернер, Билли Льюис |                                                  |         |       |                                                               |

| 12 марта 1887 | Ирландия                                           | 4:1     | Уэльс      | Белфаст                                                                    |
| | Стэнфилд 20′ · Браун 44′ · Пиден 65′ · Шеррард 70′ | (отчёт) | Сэбайн 55′ | Стадион: «Ольстер Крикет Граунд» Зрителей: 4000 Судья: Джеймс Э. Маккиллоп |
| Ирландия: Шо Гиллеспи, Фред Браун, Джимми Уотсон, Джо Шеррард, Арчи Росботем, Оливер Девайн, Боб Мур, Сэм Бэкстер, Джонни Гибб, Олферт Стэнфилд, Джек Пиден Уэльс: Боб Робертс, Альфред Таунзенд, Сэм Джоунз, Гарри Эдвардс, Александр Хантер, Эдвард Хьюз, Генри Сэбайн, Билл Робертс, Джек Даути, Джордж Гриффитс, Уильям Тернер |                                                    |         |            |                                                                            |

| 19 марта 1887 | Англия                    | 2:3     | Шотландия                         | Блэкберн                                                       |
| | Линдли 32′ · Дьюхерст 69′ | (отчёт) | Макколл 30′ · Кир 68′ · Аллан 70′ | Стадион: «Лимингтон Роуд» Зрителей: 12 000 Судья: Джон Синклэр |
| Англия: Роберт Робертс, Артур Мелмот Уолтерс, Перси Мелмот Уолтерс, Норман Бейли, Джордж Хоуорт, Джимми Форрест, Чарли Бэмбридж, Невилл Кобболд, Джо Лофтхаус, Фред Дьюхерст, Тинзли Линдли Шотландия: Джеймс Маколи, Уолтер Арнотт, Джон Форбз, Боб Келсо, Джон Олд, Литч Кир, Джон Маршалл, Уильям Робертсон, Уильям Селлар, Джеймс Макколл, Джеймс Аллан |                           |         |                                   |                                                                |

| 21 марта 1887 | Уэльс | 0:2     | Шотландия                 | Рексем                                                        |
| |       | (отчёт) | Робертсон 40′ · Аллан 80′ | Стадион: «Рейскорс Граунд» Зрителей: 2000 Судья: Альберт Холл |
| Уэльс: Джеймс Трейнер, Альфред Дейвис, Джек Пауэлл, Роберт Робертс, Джеймс Моррис, Том Берк, Джон Челлен, Ричард Джоунз, Уильям Прайс-Джоунз, Билли Льюис, Джек Даути Шотландия: Джеймс Маколи, Уолтер Арнотт, Джон Форбз, Литч Кир, Джон Олд, Боб Келсо, Уильям Робертсон, Джеймс Макколл, Джеймс Аллан, Джон Маршалл, Уильям Селлар |       |         |                           |                                                               |

## Чемпион
| Чемпион Великобритании 1887 |
| Шотландия Четвёртый титул   |

## Бомбардиры
| - 6 голов - Тинзли Линдли - 3 гола - Фред Дьюхерст - Невилл Кобболд - 2 гола - Фред Браун - Джеймс Аллан - 1 гол - Джек Пиден - Олферт Стэнфилд | - 1 гол (продолжение) - Джо Шеррард - Генри Сэбайн - Томас Дженкинсон - Уильям Джонстон - Литч Кир - Джеймс Лоу - Джеймс Макколл - Уильям Робертсон - Уильям Уотт - Автогол - Джек Пауэлл |